# Ngwaketse West
Ngwaketse West è uno dei quattro sottodistretti del distretto Meridionale nel Botswana.

## Villaggi
- Itholoke
- Kanaku
- Keng
- Khakhea
- Khonkhwa
- Kokong
- Kutuku
- Mabutsane
- Mahotshwane
- Morwamosu
- Sekoma

## Località
- Balwe
- Basalagadi
- Bathubapeudi
- Boalatsobe /Moruele Lands
- Boaparakhiba
- Bodumatau
- Bohelabatho
- Bokhutlo
- Bokspan
- Bosekelo
- Bothaasetshego
- Bothobelo
- Botlhobelatlhosi
- Botshabelo
- Champane
- Charles Farm
- Chesu
- Dikabana
- Dikabane
- Dikantsi
- Dikgate
- Dikhakhe
- Dilaole
- Disele's
- Ditholo Lands
- Ditlhako
- Ditshwane
- Gakhaiwa
- Gapodi
- Gare's Farm
- Gasekhukhu
- Gasennelwe's Farm
- Gerhard Meyer
- Ghia
- Gofamodimo's Farm
- Government AI Farm
- Gwakge
- hantse
- Hatokwe Lands
- Ismael & Sons 1
- Ismael & Sons 2
- Ismael & Sons 3
- Ismael & Sons 4 (Otshwa)
- Ismael & Sons 5 (Boaparaphir
- K 18
- K18 Cattle Post
- Kabana
- Kadoe
- Kakwala/Boikhutso
- Kanaku Lands
- Kananeta Lands
- Kandebe
- Kangane
- Kanke
- Kenna
- Kgame
- Kgaphetse
- Kgasa's farm
- Kgomoyatheko farm
- Khawa
- Khekhu
- Khesekwa 1
- Khesekwa 2
- Khonkhwa Cattle Post
- Khunwane
- Khuthane
- Kia
- Kolonkwaneng / Tsebeyatlou
- Lebatla's farm
- Leesemane
- Lehiwa
- Lekolaphuti
- Lekopa/Pampiri
- Lerono
- Lesele
- Letsatsi Farm
- Lobelebele
- Lokatsane
- Lokhasi
- Lokotsane
- Lomao
- Losabanyane/Kwau
- Loso's Farm
- Lwale
- Mabate
- Mabote
- Machana
- Madiaela
- Madikane
- Maditirana
- Magwane
- Majwana
- Makalamabedi
- Makau
- Makepe's farm
- Makgakge
- Makhaneng
- Makhaneng
- Makhwekhwene
- Makojwane
- Malaole
- Malefe / Morwamoswane
- Malote
- Mamolejwane
- Mangane
- Mantshane
- Mantswe
- Marang
- Marang/Khudu
- Marapalalo
- Maruele
- Marungwane
- Masire's Farm
- Masisi Farm
- Masitaoka/Mmatsalamme
- Masonke
- Masuputso Lands
- Mathathane
- Mathiba
- Matimela Camp
- Matlamma
- Matlopi Lands
- Matlopi Syndicate
- Matsaolwane
- Matshaolane/Modipane
- Mboro
- Meswane
- Metlhaba ya Matlatlagwe
- Metlhabeng
- Mhakue
- Mmaditaolana
- Mmalekokwane/Dipomponyaneng
- Mmamolejwane
- Mmamotswai
- Modimonthusa
- Mogobewamokala
- Moilwakepula
- Mokgachodi
- Mokonopi's Farm
- Molatswana
- Molehele
- Monametsi Farm
- Monnye
- Mosesane
- Mosheshene
- Mosiadira
- Motlasuping Syndicate
- Motlhaba
- Motlhamongwe
- Motlomokela Lands
- Motlopi
- Nakalatlou
- Nakatsakgama
- Nakatsakgama Farm
- Nankhwane
- Natsalamane
- Ngwaaphiri
- Nokayakgokong
- Ntesa
- Nyetse
- Oke
- Oke
- Palamaokowe
- Palamaokuwe
- Pampiri
- Pheyane
- Phohushadi
- Pitsakgolo
- Polokabatho
- Rakgabo's Farm
- Ranyane
- Ranyane
- Rasekamo
- Ratlhadia
- Red/JM34
- Sangwe
- Seatlhodi
- Seatlhodi
- Sebego's
- Sebonego
- Sebonego /Marigane K N 94
- Sehudinyane
- Sekgwannabatho
- Sekgwasentsho
- Sekhuntlwane
- Selalong 1
- Selalong 2
- Selebatso Farm
- Senne
- Seokangwane
- Seokopi
- Seokotsane
- Seolo
- Seribamo
- Shanani Lands
- Sotoma
- Tetesi
- Thari
- Thebeiyoo
- Theledi
- Thobabowa
- Thotayamonnaalela
- Thothome
- Thotshane
- Tlhareseleele
- Tlhatswe
- Tlholwane
- Tsanayana
- Tsantse
- Tsanyane
- Tsatswe
- Tsengwa
- Tshenko
- Tshinka's Farm
- Tsima's Farm
- Tsotzwe
- Tubane's Farm
- Zerozero